# Borek (osada leśna w powiecie trzebnickim)
Borek – osada leśna w Polsce, położona w województwie dolnośląskim, w powiecie trzebnickim, w gminie Żmigród.
W latach 1975–1998 miejscowość administracyjnie należała do województwa wrocławskiego.